# 千山路站
千山路站位于辽宁省大连市甘井子区，是大连地铁1号线的一个车站，于2015年10月30日启用。

## 位置
千山路站位于甘井子区山东路与千山路交汇口地下，车站主体结构沿山东路地下排布。

## 结构
千山路站为岛式站台地下站，长164.2米，宽16.9米，高17米，共三层。
| B1 站厅层 |                                            | 站厅、自动售票机                   |
| B2 设备层 |                                            |                                    |
| B3 站台层 | 轨道                                       | ← █ 1号线列车往松江路（河口方向）  |
| B3 站台层 | 岛式站台，列车运行方向左侧的车门将会被打开 |                                    |
| B3 站台层 | 轨道                                       | █ 1号线列车往华南广场（姚家方向）→ |

## 出入口
千山路站共设有2个出入口，其中B出入口位于山东路与千山路交汇口东北角，D出入口位于山东路与千山路交汇口西南角，无障碍电梯设置于D出入口。
| 出口编号 | 出口指示 | 建议前往的目的地                                     |
| -------- | -------- | ---------------------------------------------------- |
| 出口 · B |          | 山东路、甘井子区税务局                               |
| 出口 · D |          | 千山路、大连市第三人民医院、甘井子区教育局第二幼儿园 |

## 公交换乘
- - 9、18、20、38、43、45、805、907、1103、1108、1203、1301路公交车。

- - 18、19、43、413、514、805、1109路公交车。